# Voglsang (Kempten)
Voglsang (inoffiziell Vogelsang) ist der Name einer Einöde der kreisfreien Stadt Kempten (Allgäu).
Eine erste Erwähnung des Ortes Voglsang, die jedoch umstritten ist, war im Jahr 1417. Als gesichert gilt, dass Einwohner aus Voglsang den Memminger Vertrag im Jahr 1526 unterzeichneten.
Voglsang gehörte zur Hauptmannschaft Lenzfried, deren Gebiet zunächst 1811 der Stadt Kempten zugeschlagen, dann aber bei der Gemeindebildung von 1818 Teil der Gemeinde St. Mang wurde.
1738 gab es in Voglsang einen Hof mit Webegerechtigkeit.
Nach der Häuserstatistik um 1800 hatte die Sölde (Wagegg) eine Fläche von 15,12 Tagewerk oder 5,15 Hektar.
Im Jahr 1819, ein Jahr nach der Bildung der Ruralgemeinde Sankt Mang, bestand Voglsang aus einem Hof mit sieben Bewohnern.
1900 gab es in Voglsang einen Hof mit neun Bewohnern. Die Einwohnerzahl von 1900 entsprach der von 1954.